# Ibtihaj Muhammad
Ibtihaj Muhammad (n. 4 decembrie 1985, Maplewood, New Jersey) este o scrimeră americană specializată pe sabie, campioană mondială pe echipe în 2014.
S-a născut într-o familie afro-americană musulmană practicantă, cea de-a treia din cinci copii. În copilărie, a practicat mai multe sporturi: înot, tenis, softball, atletism și volei. Purta haine lungi la sport, în conformitate cu preceptele islamice. S-a apucat de scrima la vârstă de 13 ani, după ce, din întâmplare, mama sa a văzut niște scrimeri în ținută la antrenament.

## Legături externe
- Materiale media legate de Ibtihaj Muhammad la Wikimedia Commons
- Prezentare Arhivat în 6 decembrie 2016, la Wayback Machine. la Federația Americană de Scrimă